# Kyle Edmund
Kyle Steven Edmund (Johannesburg, 8 de gener de 1995) és un tenista professional britànic d'origen sud-africà.
En el seu palmarès consten dos títols individuals i un de dobles masculins, que li van permetre arribar al catorzè lloc del rànquing mundial individual, i al 143è lloc del rànquing de dobles. Va formar per de l'equip britànic de Copa Davis i en fou campió l'edició de 2015.
Edmund va arribar a semifinals de l'Open d'Austràlia de 2018, essent només el sisè jugador britànic en arribar en una semifinal de Grand Slam des de la professionalització del tenis, el 1968. Ha guanyat dos títols de dobles Grand Slam júnior, l'Open dels Estats Units de 2012 i el Roland Garros de 2013, en tots dos casos juntament amb el portuguès Frederico Ferreira Silva. Edmund va formar part de l'equip britànic que va guanyar la Copa Davis Júnior, per primera vegada, el 2011.
Edmund va debutar amb l'equip sènior a la final de la Copa Davis de 2015, contra Bèlgica, que va acabar amb la victòria del Regne Unit, primer èxit del país al torneig en 79 anys. L'equip de la Copa Davis també va aconseguir el Premi Anual a la Personalitat Esportiva (categoria d'equip) de la BBC.

## Biografia
Va néixer a Johannesburg (Sud-àfrica), fill de Denise Vosloo i Steven Edmund. El seu pare és d'origen gal·lès però que va créixer a Zimbàbue i es va establir a Sud-àfrica, mentre que la seva mare ja era original de Sud-àfrica. Té una germana anomenada Kelly. La família es va traslladar a Tickton, prop de Beverley (Regne Unit) quan ell tenia tres anys. Va estudiar a les escoles Pocklington School i Beverley Grammar School.
Va començar a jugar a cricket i fer natació però no va ser fins als deu anys que va començar a jugar a tennis. Als disset anys va entrar al programa de formació de la Lawn Tennis Association i es va traslladar al centre nacional d'entrenament de Roehampton per millorar els seus entrenaments. El desembre de 2017 es va establir a Nassau (Bahames) per tenir millor clima que el Regne Unit i poder entrenar en millors condicions, tot i que va ser criticat perquè el motiu real podia ser evitar el pagament d'impostos.

## Palmarès

### Individual: 1 (0−1)
| Llegenda                          |
| --------------------------------- |
| Grand Slams (0−0)                 |
| ATP Finals (0−0)                  |
| ATP World Tour Masters 1000 (0−0) |
| ATP World Tour 500 (0−0)          |
| ATP World Tour 250 (2−1)          |

| Títols per superfície |
| --------------------- |
| Dura (2−0)            |
| Gespa (0−0)           |
| Terra batuda (0−1)    |

| Resultat  | Núm. | Data                 | Torneig                 | Superfície   | Oponent       | Marcador            |
| --------- | ---- | -------------------- | ----------------------- | ------------ | ------------- | ------------------- |
| Finalista | 1.   | 15 d'abril de 2018   | Marràqueix, Marroc      | Terra batuda | Pablo Andújar | 2−6, 2−6            |
| Guanyador | 1.   | 21 d'octubre de 2018 | Anvers, Bèlgica         | Dura (i)     | Gaël Monfils  | 3−6, 7−6(2), 7−6(4) |
| Guanyador | 2.   | 16 de febrer de 2020 | Nova York, Estats Units | Dura (i)     | Andreas Seppi | 7−5, 6−1            |

### Dobles masculins: 1 (1−0)
| Llegenda                          |
| --------------------------------- |
| Grand Slams (0−0)                 |
| ATP Finals (0−0)                  |
| ATP World Tour Masters 1000 (0−0) |
| ATP World Tour 500 (0−0)          |
| ATP World Tour 250 (1−0)          |

| Títols per superfície |
| --------------------- |
| Dura (0−0)            |
| Gespa (0−0)           |
| Terra batuda (1−0)    |

| Resultat  | Núm. | Data              | Torneig           | Superfície   | Parella        | Oponents                   | Marcador |
| --------- | ---- | ----------------- | ----------------- | ------------ | -------------- | -------------------------- | -------- |
| Guanyador | 1.   | 6 de maig de 2018 | Estoril, Portugal | Terra batuda | Cameron Norrie | Wesley Koolhof Artem Sitak | 6−4, 6−2 |

### Equips: 1 (1−0)
| Resultat  | Núm. | Data                      | Torneig                   | Superfície       | Equip                               | Oponents                                                   | Marcador |
| --------- | ---- | ------------------------- | ------------------------- | ---------------- | ----------------------------------- | ---------------------------------------------------------- | -------- |
| Guanyador | 1.   | 27−29 de novembre de 2015 | Copa Davis, Gant, Bèlgica | Terra batuda (i) | Andy Murray Jamie Murray James Ward | Ruben Bemelmans Kimmer Coppejans Steve Darcis David Goffin | 3−1      |

## Trajectòria

### Individual
| Open d'Austràlia | A   | A           | A           | 1R          | 1R    | 2R          | SF          | 1R          | 1R          | A   | A   | 1R | 0 / 7     | 6 − 7     |
| Roland Garros | A   | A           | A           | 2R          | 2R    | 3R          | 3R          | 2R          | A           | A   | A   | A  | 0 / 5     | 7 − 4     |
| Wimbledon | Q2  | 1R          | 1R          | 1R          | 1R    | 2R          | 3R          | 2R          | NC          | A   | A   |    | 0 / 7     | 4 − 7     |
| US Open | A   | A           | A           | Q3          | 4R    | 3R          | 1R          | 1R          | 2R          | A   | 1R  |    | 0 / 6     | 6 − 6     |
| Jocs Olímpics | A   | No celebrat | No celebrat | No celebrat | 2R    | No celebrat | No celebrat | No celebrat | No celebrat | A   | NC  | NC | 0 / 1     | 1 – 1     |
| Total Victòries−Derrotes                                                                                                   | 0−0 | 1−3         | 0−5         | 1−5         | 21−20 | 30−30       | 37−21       | 17−22       | 10−9        | 0−0 | 2−3 |    | 119 − 121 | 119 − 121 |
| Rànquing a final d'any | 571 | 376         | 194         | 102         | 45    | 50          | 14          | 69          | 48          | 121 | 583 |    |           |           |
| Llegenda: G: Guanyador; F: Finalista; SF: Semifinalista; QF: Quarts de final; Q: Qualificació; A: Absent; RR: Round Robin; |     |             |             |             |       |             |             |             |             |     |     |    |           |           |

### Dobles masculins
| Open d'Austràlia | A   | A   | A   | A   | A   | A   | A   | 0 / 0   | 0 − 0   |
| Roland Garros | A   | A   | A   | A   | A   | A   | A   | 0 / 0   | 0 − 0   |
| Wimbledon | 1R  | 1R  | 1R  | 1R  | 1R  | A   | A   | 0 / 5   | 0 − 5   |
| US Open | A   | A   | A   | A   | A   | A   | A   | 0 / 0   | 0 − 0   |
| Total Victòries−Derrotes                                                                                                   | 0−2 | 0−1 | 0−1 | 1−3 | 0−3 | 6−4 | 5−8 | 12 − 22 | 12 − 22 |
| Rànquing a final d'any | −   | 717 | −   | 847 | −   | 174 | 147 |         |         |
| Llegenda: G: Guanyador; F: Finalista; SF: Semifinalista; QF: Quarts de final; Q: Qualificació; A: Absent; RR: Round Robin; |     |     |     |     |     |     |     |         |         |